# 長月達平
長月達平（日语：／ Naga-tsuki tappei，1987年3月11日—）是日本輕小說作家。2012年時以鼠色猫名義向小說投稿網站「成為小說家吧」投稿代表作《Re:從零開始的異世界生活》。

## 作品

### 輕小說
弥生翔太 名義
- 《背叛者 〜命運的收買人〜（日语：反逆者 (小説)）》

長月達平 名義
- 《Re:從零開始的異世界生活》[1]（2014年起由Media Factory出版書籍，本篇41冊、短篇集12冊、外傳6冊）
- 《戰翼的希格德莉法 Rusalka》（2020年由角川Sneaker文庫出版，共2冊）
- 《戰翼的希格德莉法 Sakura》（2020年由角川Sneaker文庫出版，共2冊）
- 《Vivy prototype》（2021年由Mag Garden出版，與梅原英司共作，共4冊）

### 動畫
- 《劇場版 精靈寶可夢 我們的故事》（2018年7月13日）：構成助理
- 《戰翼的希格德莉法》（2020年10月3日－12月26日）：劇本統籌、編劇
- 《Vivy -Fluorite Eye's Song-》（2021年4月3日－6月26日）：原案、劇本統籌、編劇
- 《異世界自殺突擊隊》（2024年7月5日－）：劇本統籌、編劇

## 外部連結
- 鼠色猫／長月達平的X（前Twitter）